# Descurainia streptocarpa
Descurainia streptocarpa là một loài thực vật có hoa trong họ Cải. Loài này được (E.Fourn.) O.E.Schulz mô tả khoa học đầu tiên năm 1924.